# Justicia sericiflora
Justicia sericiflora är en akantusväxtart som beskrevs av Raymond Benoist. Justicia sericiflora ingår i släktet Justicia och familjen akantusväxter. Inga underarter finns listade i Catalogue of Life.